# Сляпа баба
Сляпа баба е детска игра, срещана по цял свят: нещо средно между гоненицата и криеницата. Един от играчите, определен първоначално обикновено чрез броилка, става Сляпа баба – завързват му се очите и останалите започват да обикалят около него и да го дразнят с викове (в България най-често „Сляпа баба!“), докато той се опитва да хване някой от тях и да го задържи. В по-простия вариант на играта в този момент тя свършва и започва наново, като заловеният става новата Сляпа баба. В по-усложнения вариант Сляпата баба трябва да познае по дрехите и по физиката заловения играч и ако сгреши, продължава да бъде Сляпа баба и в следващата игра.
На други езици същата игра се нарича „сляпа кокошка“ (немски и испански), „сляпа муха“ (италиански), „сляпа крава“ (иврит), „Колен-Маяр“ (на френски, по името на един фламандски воин, изгубил очите си в битката, но продължил да се бие).